# Tanaorhinus embrithes
Tanaorhinus embrithes är en fjärilsart som beskrevs av Louis Beethoven Prout 1934. Tanaorhinus embrithes ingår i släktet Tanaorhinus och familjen mätare. Inga underarter finns listade i Catalogue of Life.